# Корж, Виктор Фёдорович
Виктор Фёдорович Корж (укр. Ві́ктор Фе́дорович Ко́рж; 15 апреля 1938, Бобринец — 31 октября 2014) — украинский поэт, литературовед, член Национального союза писателей Украины.

## Биография
Закончил Днепропетровский государственный университет (1962). Много лет был старшим редактором художественной литературы издательства «Промінь», где за 25 лет работы отредактировал более 200 книг. Некоторое время работал в Днепропетровском национальном университете на кафедре литературы.
Награждён почётной грамотой Президиума Верховного Совета УРСР и орденом Трудового Красного Знамени, почётным знаком отличия «За достижения в развитии культуры и искусств». Лауреат премий им. Григория Петровского и Андрея Малышко.

## Книги
Автор поэтических сборников «Борвій», «Закон пензля», «Зелені камертони», «Аметист», «Повернення в майбутнє», «Літочислення», «Очі доброї долі», «Корінь добра», «Світ звичайних фантазій», «Твердиня», «Осіннє чекання весни».